# 位移電流
本条目中，向量與标量分別用粗體與斜體顯示。例如，位置向量通常用 {\displaystyle \mathbf {r} \,\!} 表示；而其大小則用 {\displaystyle r\,\!} 來表示。檢驗變數或場變數的標記的後面沒有單撇號「{\displaystyle '\,\!}」；源變數的標記的後面有單撇號「{\displaystyle '\,\!}」。
在電磁學裏，位移電流（displacement current）定義為電位移對於時間的變率。位移電流的單位與電流的單位相同。如同真實的電流，位移電流也有一個伴隨的磁場。但是，位移電流並不是移動的電荷所形成的電流；而是電位移對於時間的偏導數。
於1861年，詹姆斯·馬克士威發表了一篇論文《論物理力線》，提出位移電流的概念。在這篇論文內，他將位移電流項目加入了安培定律。修改後的定律，現今稱為馬克士威-安培方程式。
在馬克士威的1864年論文《電磁場的動力學理論》內，他用這馬克士威-安培方程式推導出電磁波方程式。由於這導引將電學、磁學和光學聯結成一個統一理論。這創舉現在已被物理學術界公認為物理學史的重大里程碑。位移電流對於電磁波的存在是基要的。

## 嚴格定義
電位移{\displaystyle \mathbf {D} }以方程式定義為
{\displaystyle \mathbf {D} \ {\stackrel {def}{=}}\ \varepsilon _{0}\mathbf {E} +\mathbf {P} }；
其中，{\displaystyle \varepsilon _{0}}是電常數，{\displaystyle \mathbf {E} }是電場，{\displaystyle \mathbf {P} }是電極化強度。
位移電流密度{\displaystyle \mathbf {J} _{D}}以方程式定義為
{\displaystyle \mathbf {J} _{D}\ {\stackrel {def}{=}}\ {\frac {\partial \mathbf {D} }{\partial t}}}；
其中，{\displaystyle t}是時間。
在電介質內，這方程式有兩個項目：
{\displaystyle \mathbf {J} _{\mathbf {D} }=\varepsilon _{0}{\frac {\partial \mathbf {E} }{\partial t}}+{\frac {\partial \mathbf {P} }{\partial t}}}。
方程式右手邊的第一個項目，稱為馬克士威修正項目。在自由空間和電介質內，這項目都會存在。雖然不涉及任何真實的電荷運動，它有一個伴隨的磁場，它的物理行為就好像是真實的電流。
第二個項目是電極化電流密度，與電介質內單獨分子的極化性有關。在電介質內，雖然電荷不能自由地運動於電介質，感受到外電場的作用，束縛於原子內部的束縛電荷可以做微小的運動。因此，正值和負值的束縛電荷會產生小距離的分離，造成電極化，這變化可以用電極化強度{\displaystyle \mathbf {P} }來代表。電極化強度對於時間的偏導數就是電極化電流密度。

## 原版安培定律的不足處
原版安培定律只適用於靜磁學。在電動力學裏，當物理量含時間，有些細節必須仔細檢查。思考安培定律的微分形式：
{\displaystyle \nabla \times \mathbf {B} =\mu _{0}\mathbf {J} }；
其中，{\displaystyle \mathbf {B} }是磁感應強度，{\displaystyle \mu _{0}}是磁常數，{\displaystyle \mathbf {J} }是總電流。
取散度於這方程式，則會得到
{\displaystyle \nabla \cdot (\nabla \times \mathbf {B} )=\mu _{0}\nabla \cdot \mathbf {J} }。
應用向量微積分裏的一個恆等式，旋度的散度必定等於零。所以，
{\displaystyle \nabla \cdot (\nabla \times \mathbf {B} )=0}。
這意味著電流密度的散度等於零：
{\displaystyle \nabla \cdot \mathbf {J} =0}。
在靜磁學內，這是正確的。但是，出了靜磁學範圍，假若電荷密度{\displaystyle \rho }含時間，這就不一定正確了。思考電荷守恆定律的方程式：
{\displaystyle \nabla \cdot \mathbf {J} +{\frac {\partial \rho }{\partial t}}=0}。

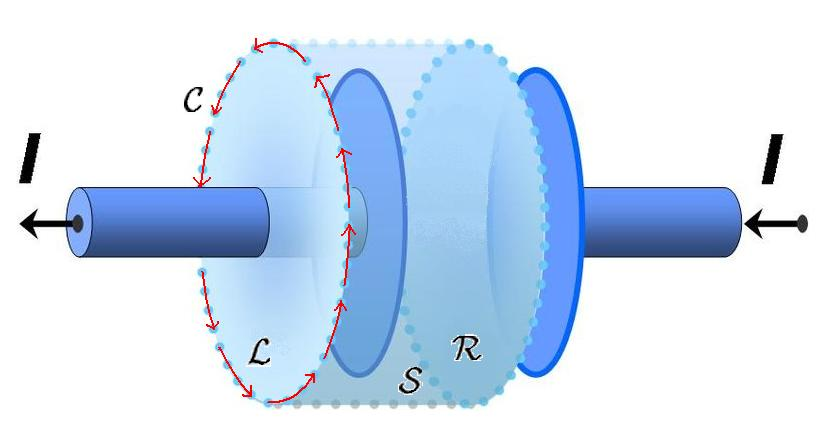
一個正在充電的電容器，左邊的圓形金屬板，被一個假想的閉圓柱表面包圍。這圓柱表面的右邊表面處於電容器的兩塊圓形金屬板之間，左邊表面處於最左邊。沒有任何傳導電流通過表面，而有電流通過表面。

舉個經典例子，如圖右，一個正在充電的電容器，其兩片金屬板會隨著時間分別累積異性電荷。設定表面{\displaystyle \mathbb {L} }的邊緣為閉迴路{\displaystyle \mathbb {C} }。應用安培定律的積分形式，
{\displaystyle \oint _{\mathbb {C} }\mathbf {B} \cdot \mathrm {d} {\boldsymbol {\ell }}=\mu _{0}I_{enc}}。
在這裡，{\displaystyle I_{enc}}是通過任意曲面的電流，只要這曲面符合一個條件：邊緣為閉迴路{\displaystyle \mathbb {C} }。所以，這任意曲面可以是表面{\displaystyle \mathbb {L} }，而{\displaystyle I_{enc}}是{\displaystyle I}；或者這任意曲面可以是閉圓柱表面減去左邊表面，{\displaystyle \mathbb {S} -\mathbb {L} }，而由於通過這任意曲面的電流是{\displaystyle 0}，{\displaystyle I_{enc}}是{\displaystyle 0}。選擇不同的曲面會得到不同的答案，這在物理學裏，是絕對不允許發生的事。

## 馬克士威-安培方程式
將馬克士威修正項目加入安培方程式：
{\displaystyle \nabla \times \mathbf {B} =\mu _{0}\mathbf {J} +\mu _{0}\varepsilon _{0}{\frac {\partial \mathbf {E} }{\partial t}}} ;
或者，使用磁場強度{\displaystyle \mathbf {H} }和位移電流{\displaystyle \mathbf {D} }來表達，
{\displaystyle \nabla \times \mathbf {H} =\mathbf {J} _{f}+{\frac {\partial \mathbf {D} }{\partial t}}}。
這就是馬克士威-安培方程式，可以補救原本安培定律的不足。

## 從必歐-沙伐定律推導出位移電流
馬克士威修正項目並不是憑空得來的。從必歐-沙伐定律可以證明出這項目的正確性。首先，列出必歐-沙伐定律：
{\displaystyle \mathbf {B} (\mathbf {r} )={\frac {\mu _{0}}{4\pi }}\int _{\mathbb {V} '}\mathrm {d} ^{3}r'\mathbf {J} (\mathbf {r} ')\times {\frac {\mathbf {r} -\mathbf {r} '}{|\mathbf {r} -\mathbf {r} '|^{3}}}}；
其中，{\displaystyle \mathbb {V} '}是積分的源體積，{\displaystyle \mathbf {r} }是源位置，{\displaystyle \mathbf {r} '}是檢驗位置。
任意兩個向量{\displaystyle \mathbf {A} _{1}}和{\displaystyle \mathbf {A} _{2}}的叉積，取其旋度，有以下向量恆等式：
{\displaystyle \nabla \times (\mathbf {A} _{1}\times \mathbf {A} _{2})=(\mathbf {A} _{2}\cdot \nabla )\mathbf {A} _{1}-(\mathbf {A} _{1}\cdot \nabla )\mathbf {A} _{2}+\mathbf {A} _{1}(\nabla \cdot \mathbf {A} _{2})-\mathbf {A} _{2}(\nabla \cdot \mathbf {A} _{1})}，
取旋度於必歐-沙伐方程式的兩邊，稍加運算，可以得到
{\displaystyle \nabla \times \mathbf {B} (\mathbf {r} )={\frac {\mu _{0}}{4\pi }}\int _{\mathbb {V} '}\mathrm {d} ^{3}r'\left\{-[\mathbf {J} (\mathbf {r} ')\cdot \nabla ]{\frac {\mathbf {r} -\mathbf {r} '}{|\mathbf {r} -\mathbf {r} '|^{3}}}+\mathbf {J} (\mathbf {r} ')\left[\nabla \cdot {\frac {\mathbf {r} -\mathbf {r} '}{|\mathbf {r} -\mathbf {r} '|^{3}}}\right]\right\}}。
應用著名的狄拉克δ函數關係式
{\displaystyle \nabla \cdot {\frac {\mathbf {r} -\mathbf {r} '}{|\mathbf {r} -\mathbf {r} '|^{3}}}=4\pi \delta (\mathbf {r} -\mathbf {r} ')}，
可以得到
{\displaystyle {\begin{aligned}\nabla \times \mathbf {B} (\mathbf {r} )&=\mu _{0}\mathbf {J} (\mathbf {r} )+{\frac {\mu _{0}}{4\pi }}\int _{\mathbb {V} '}\mathrm {d} ^{3}r'\left\{-[\mathbf {J} (\mathbf {r} ')\cdot \nabla ]{\frac {\mathbf {r} -\mathbf {r} '}{|\mathbf {r} -\mathbf {r} '|^{3}}}\right\}\\&=\mu _{0}\mathbf {J} (\mathbf {r} )+{\frac {\mu _{0}}{4\pi }}\int _{\mathbb {V} '}d^{3}r'\left\{[\mathbf {J} (\mathbf {r} ')\cdot \nabla ']{\frac {\mathbf {r} -\mathbf {r} '}{|\mathbf {r} -\mathbf {r} '|^{3}}}\right\}\\\end{aligned}}}。
為了簡化計算，先只注意積分項目的被積函數的x-分量，
{\displaystyle [\mathbf {J} (\mathbf {r} ')\cdot \nabla ']{\frac {x-x'}{|\mathbf {r} -\mathbf {r} '|^{3}}}=\nabla '\cdot \left[\mathbf {J} (\mathbf {r} '){\frac {x-x'}{|\mathbf {r} -\mathbf {r} '|^{3}}}\right]-{\frac {x-x'}{|\mathbf {r} -\mathbf {r} '|^{3}}}\nabla '\cdot \mathbf {J} (\mathbf {r} ')}。(1)
思考方程式(1)右邊第一個項目，根據散度定理，
{\displaystyle \int _{\mathbb {V} '}\mathrm {d} ^{3}r'\nabla '\cdot \left(\mathbf {J} (\mathbf {r} '){\frac {x-x'}{|\mathbf {r} -\mathbf {r} '|^{3}}}\right)=\oint _{\mathbb {A} '}\mathrm {d} \mathbf {a} '\cdot \mathbf {J} (\mathbf {r} '){\frac {x-x'}{|\mathbf {r} -\mathbf {r} '|^{3}}}}
其中，{\displaystyle d\mathbf {a} '}是一個微小源面積元素，{\displaystyle \mathbb {A} '}是體積{\displaystyle \mathbb {V} '}外表的閉曲面。
這方程式的右邊項目是一個面積分，只與通過閉曲面的電流密度有關，積分的體積可大可小，假設增大這體積，一直增大到其外表的閉曲面沒有任何電流流出或流入，也就是說，電流密度等於零，所以，這項目的體積積分等於零。
再思考前述方程式(1)右邊第二個項目，根據電荷連續方程式，
{\displaystyle \nabla '\cdot \mathbf {J} (\mathbf {r} ',\,t)+{\frac {\partial \rho (\mathbf {r} ',\,t)}{\partial t}}=0}。
假設這系統是準靜態系統，電荷密度{\displaystyle \rho }是時間的函數，則這項目可以寫為
{\displaystyle -\ {\frac {x-x'}{|\mathbf {r} -\mathbf {r} '|^{3}}}{\frac {\partial \rho (\mathbf {r} ',\,t)}{\partial t}}}。
這樣，磁場的旋度是
{\displaystyle \nabla \times \mathbf {B} =\mu _{0}\mathbf {J} +{\frac {\mu _{0}}{4\pi }}\int _{\mathbb {V} '}\mathrm {d} ^{3}r'\left\{{\frac {\partial \rho (\mathbf {r} ',\,t)}{\partial t}}{\frac {\mathbf {r} -\mathbf {r} '}{|\mathbf {r} -\mathbf {r} '|^{3}}}\right\}}。
將偏導數拿到積分符號外面，剩下來的公式與電場{\displaystyle \mathbf {E} }有關：
{\displaystyle \mathbf {E} ={\frac {1}{4\pi \epsilon _{0}}}\int _{\mathbb {V} '}\mathrm {d} ^{3}r'\rho (\mathbf {r} ',\,t){\frac {\mathbf {r} -\mathbf {r} '}{|\mathbf {r} -\mathbf {r} '|^{3}}}}。
總結，從必歐-沙伐定律可以推導出來馬克士威-安培方程式的馬克士威修正項目：
{\displaystyle \nabla \times \mathbf {B} =\mu _{0}\mathbf {J} +\mu _{0}\epsilon _{0}{\frac {\partial \mathbf {E} }{\partial t}}}。

## 電磁波的推導
經典電磁定律，知名為馬克士威方程組，可以描述電磁波的物理行為。在自由空間裏，源項目等於零（源電荷等於零，源電流等於零）。除了沒有任何事發生的解答以外（電場和磁場都等於零），方程式仍舊允許不簡單的解答，電場和磁場隨著時間和位置變化。採用國際單位制，處於自由空間狀況的馬克士威方程組表達為
{\displaystyle \nabla \cdot \mathbf {E} =0}、(2)
{\displaystyle \nabla \times \mathbf {E} =-{\frac {\partial \mathbf {B} }{\partial t}}}、(3)
{\displaystyle \nabla \cdot \mathbf {B} =0}、(4)
{\displaystyle \nabla \times \mathbf {B} =\mu _{0}\epsilon _{0}{\frac {\partial \mathbf {E} }{\partial t}}}；(5)
其中，{\displaystyle \epsilon _{0}}是電常數，{\displaystyle \mu _{0}}是磁常數。
一個簡單的解答是
{\displaystyle \mathbf {E} =\mathbf {B} =\mathbf {0} }。
這解答並沒有甚麼重要的的物理意義。
若想得到有意义的解答，必須稍做一些運算。取公式 (3)的旋度，
{\displaystyle \nabla \times \left(\nabla \times \mathbf {E} \right)=\nabla \times \left(-{\frac {\partial \mathbf {B} }{\partial t}}\right)}。(6)
應用一個向量恆等式，再將公式 (2)代入，則可得到：
{\displaystyle \nabla \times \left(\nabla \times \mathbf {E} \right)=\nabla \left(\nabla \cdot \mathbf {E} \right)-\nabla ^{2}\mathbf {E} =-\nabla ^{2}\mathbf {E} }。(7)
應用公式 (5)，公式 (6)右邊變為
{\displaystyle \nabla \times \left(-{\frac {\partial \mathbf {B} }{\partial t}}\right)=-{\frac {\partial }{\partial t}}\left(\nabla \times \mathbf {B} \right)=-\mu _{0}\epsilon _{0}{\frac {\partial ^{2}\mathbf {E} }{\partial t^{2}}}}。(8)
將公式 (7)和 (8)代回公式 (6)，可以得到電場的波動方程式：
| {\displaystyle \nabla ^{2}\mathbf {E} =\mu _{0}\epsilon _{0}{\frac {\partial ^{2}\mathbf {E} }{\partial t^{2}}}}。 |
使用類似的方法，可以得到磁場的波動方程式：
| {\displaystyle \nabla ^{2}\mathbf {B} =\mu _{0}\epsilon _{0}{\frac {\partial ^{2}\mathbf {B} }{\partial t^{2}}}}。 |
更簡易地表達，
{\displaystyle \Box \mathbf {E} =0}、
{\displaystyle \Box \mathbf {B} =0}；
其中，{\displaystyle \Box =\nabla ^{2}-{\frac {1}{{v_{0}}^{2}}}{\frac {\partial ^{2}}{\partial t^{2}}}}是達朗白算符，{\displaystyle v_{0}={\frac {1}{\sqrt {\mu _{0}\epsilon _{0}}}}}是波動傳播的速度。
在自由空間裏，{\displaystyle v_{0}}是光速{\displaystyle c}。馬克士威方程組連結了三個基本物理量：電常數{\displaystyle \epsilon _{0}}、磁常數{\displaystyle \mu _{0}}和光速{\displaystyle c}。在這導引以前，物理界並不知道，在光波，電場和磁場之間，有那麼密切的關係。
前面已經找到了兩個方程式。但是馬克士威方程組有四個方程式，所以，隱藏在這方程式裏，還有很多重要的訊息。思考一個一般的電場向量波動解答，
{\displaystyle \mathbf {E} =\mathbf {E} _{0}f\left(\mathbf {k} \cdot \mathbf {r} -\omega t\right)}；
其中，{\displaystyle \mathbf {E} _{0}}是常數振幅，{\displaystyle f(...)}是任意二次可微函數，{\displaystyle \mathbf {k} _{0}}是波向量，{\displaystyle \mathbf {r} }是位置向量，{\displaystyle \omega }是角頻率。
波動方程式{\displaystyle \Box \mathbf {f} =0}的一般性解答是{\displaystyle f\left(\mathbf {k} \cdot \mathbf {r} -\omega t\right)}。也就是說，
{\displaystyle \nabla ^{2}f\left(\mathbf {k} \cdot \mathbf {r} -\omega t\right)={\frac {1}{{c_{0}}^{2}}}{\frac {\partial ^{2}}{\partial t^{2}}}f\left(\mathbf {k} \cdot \mathbf {r} -\omega t\right)}。
將電場的公式代入公式 (2)：
{\displaystyle \nabla \cdot \mathbf {E} =\mathbf {k} \cdot \mathbf {E} _{0}f'\left(\mathbf {k} \cdot \mathbf {r} -\omega t\right)=0}。
只要電場垂直於波向量（波動傳播的方向），這函數形式的電場必定滿足馬克士威方程組：
{\displaystyle \mathbf {E} \cdot \mathbf {k} =0}。
再將電場的公式代入公式 (3)：
{\displaystyle \nabla \times \mathbf {E} ={\hat {\mathbf {k} }}\times \mathbf {E} _{0}f'\left(\mathbf {k} \cdot \mathbf {r} -\omega t\right)=-{\frac {\partial \mathbf {B} }{\partial t}}}。
所以，電場與其對應磁場的關係為：
{\displaystyle \mathbf {B} ={\frac {1}{\omega }}\mathbf {k} \times \mathbf {E} }。
在自由空間內，電磁波不只是有以光速傳播的性質，電磁波的電場部分和磁場部分有特定的相對定向、相對大小。它們之間的相位一樣。電場，磁場，波動傳播的方向，都互相垂直於對方。波動傳播的方向是{\displaystyle \mathbf {E} \times \mathbf {B} }。
從電磁波傳播的方向看去，電場或許是以上下的方式震盪，而磁場以左右的方式震盪。但若將這圖樣旋轉90度，則電場以左右的方式震盪，而磁場以上下的方式震盪，而波動傳播的方向仍舊相同。這是波動方程式的另一種解答。對於波動同樣傳播的方向，這定向的任意性現象稱為偏振。

## 歷史
馬克士威在他的1861年論文《論物理力線》提出了位移電流的概念。在現代物理裏面，很少有如此令人困惑與誤解的論題:85。一部份原因是由於馬克士威用分子渦旋理論和乙太論來比擬與推導出存在於乙太的位移電流；而現代教科書的理論建立於位移電流可以存在於自由空間，和滿足安培定律與電荷守恆定律的一致性。
馬克士威認為磁場是一種旋轉現象。在他設計的「分子渦流模型」裏，他將力線延伸為「渦流管」。許多單獨的「渦胞」（渦旋分子）組成了一條條的渦流管。在這渦胞內部，不可壓縮流體繞著旋轉軸以均勻角速度旋轉。由於離心力作用，在渦胞內部的任意微小元素會感受到不同的壓力。知道這壓力的分佈，就可以計算出微小元素感受到的作用力。馬克士威能夠用分子渦流模型來詳細地分析與比擬這作用力內每一個項目的物理性質，合理地解釋磁場現象和其伴隨的作用力。
馬克士威又假設在兩個相鄰渦胞之間，有一排微小圓球粒子（簡稱為「圓粒」），將這兩個渦胞隔離分開。這些圓粒只能滾動(rolling)，不能滑動。圓粒旋轉的方向相反於這兩個渦胞的旋轉方向，這樣，就不會引起摩擦。圓粒的平移速度是兩個渦胞的周邊速度的平均值。注意到這是一種運動關係，不是動力關係。馬克士威將這些圓粒的運動比擬為電流。從這模型，經過一番複雜的運算，馬克士威能夠推導出安培定律、法拉第感應定律等等。
馬克士威又給予這些渦胞一種彈性性質。假設施加某種外力於圓粒，則這些圓粒會轉而施加切力於渦胞，使得渦胞變形。這代表了一種靜電狀態。假設外力與時間有關，則渦胞的變形也會與時間有關，因而形成了電流。這樣，馬克士威可以比擬出電位移和位移電流。不但是在介質內，甚至在真空（馬克士威認為沒有完全的真空，乙太瀰漫於整個宇宙），只要有磁力線，就有渦胞，位移電流就可以存在。因此，馬克士威將安培定律加以延伸，增加了一個有關於位移電流的項目，稱為「馬克士威修正項目」。聰明睿智的馬克士威很快地聯想到，既然彈性物質會以波動形式傳播能量於空間，那麼，這彈性模型所比擬的電磁場應該也會以波動形式傳播能量於空間。不但如此，電磁波還會產生反射，折射等等波動行為。馬克士威計算出電磁波的傳播速度，發覺這數值非常接近於，先前從天文學得到的，光波傳播於行星際空間(interplanetary space)的速度。因此，馬克士威斷定光波就是一種電磁波:56ff。

## 參閱
- 《論法拉第力線》
- 法拉第電磁感應定律
- 斯托克斯定理
- 電容率